# Томский государственный университет систем управления и радиоэлектроники
То́мский госуда́рственный университе́т систе́м управле́ния и радио́электро́ники (ТУСУ́Р) — университет в городе Томске. Основан 21 апреля 1962 года, согласно постановлению Совета Министров СССР.
ТУСУР включает в себя 12 факультетов очной, очно-заочной, заочной и дистанционной форм обучения, более 70 направлений подготовки бакалавриата, магистратуры и программ специалитета в области радиотехники, информационной безопасности, электронной и вычислительной техники, программирования, автоматики и систем управления, информационных технологий, экономики и социальной работы.

## История
21 апреля 1962 года в Томске организован Институт радиоэлектроники и электронной техники (ТИРиЭТ). Он был создан на базе двух факультетов Томского политехнического института (ТПИ) — РТФ (радиотехнического факультета) и ЭРУФа (факультета электрорадиоуправления).

### Названия
- 1962—1971 — Томский институт радиоэлектроники и электронной техники (ТИРиЭТ)
- 1971—1993 — Томский институт автоматизированных систем управления и радиоэлектроники (ТИАСУР)
- 1993—1997 — Томская государственная академия систем управления и радиоэлектроники (ТАСУР)
- 1997— 2024 — ФГБОУ ВО «Томский государственный университет систем управления и радиоэлектроники» (ТУСУР)
- с 2024 — ФГАОУ ВО «Томский государственный университет систем управления и радиоэлектроники» (ТУСУР)

### Ректоры
- Рулевский Виктор Михайлович (2019—н.в.)
- Шелупанов Александр Александрович (2014—2019)
- Шурыгин Юрий Алексеевич (2009—2014)
- Кобзев Анатолий Васильевич (1999—2009)
- Пустынский Иван Николаевич (1984—1999)
- Перегудов Феликс Иванович (1981—1984)
- Чучалин Иван Петрович (1972—1981)
- Зубарев Григорий Семенович (1962—1972)

В 2014 году агентство «Эксперт РА» присвоило вузу рейтинговый класс «С», означающий «высокий уровень» подготовки выпускников.

## Факультеты
| - Радиотехнический факультет (РТФ) - Радиоконструкторский факультет (РКФ) - Факультет вычислительных систем (ФВС) - Факультет систем управления (ФСУ) - Факультет электронной техники (ФЭТ) - Экономический факультет (ЭФ)* - Гуманитарный факультет ТУСУР(ГФ)* - Заочный и вечерний факультет (ЗиВФ)* | - Факультет дистанционного обучения (ФДО), ранее ТМЦДО Архивная копия от 19 марта 2008 на Wayback Machine* - Юридический факультет (ЮФ)* - Факультет инновационных технологий (ФИТ)* - Факультет безопасности (ФБ) |

## Учебные центры
- Томский межвузовский центр дистанционного образования
- Центр профессиональной переподготовки (ЦПП ТУСУР)
- Центр обучения иностранных граждан
- Центр международной IT-подготовки
- Сетевая академия Cisco
- Центр профессиональной переподготовки
- Научно-образовательный центр «ТУСУР-Keysight»
- Центр внеучебной работы со студентами (ЦВР)
- Русско-французский центр (РФЦ)
- Центр содействия трудоустройству выпускников (ЦСТВ)

## Институты и научные подразделения
- Научно-исследовательский институт автоматики и электромеханики (НИИ АЭМ)
- Научно-исследовательский институт радиотехнических систем (НИИ РТС)
- Научно-исследовательский институт систем электросвязи (НИИ СЭС)
- НИИ промышленной электроники (НИИ ПрЭ)
- НИИ светодиодных технологий (НИИ СТ)
- НИИ космических технологий (НИИ КТ)
- Научно-исследовательский институт электронного технологического оборудования и средств связи (НИИ ЭТОСС)
- Институт системной интеграции и безопасности
- Институт инноватики
- Институт дополнительного образования (ИДО)
- Специальное конструкторское бюро «Смена»
- Научно-образовательный центр «Нанотехнологии» (НОЦ НТ)

## Научные разработки
- Каталог научно-технических разработок ТУСУР
- Система TALGAT — Система компьютерного моделирования сложных структур проводников и диэлектриков. Предназначена для расчётов электромагнитной совместимости. В основе лежат разработки команды учёных.

## Представительства в других городах
- Пункты выезда приёмных комиссий[3]

## Университетский кампус
- Главный корпус
- УЛК (учебно-лабораторный корпус)
- СБИ (студенческий бизнес-инкубатор)
- Другие корпуса (РК, ФЭТ и др.)
- Дом учёных
- Гребной бассейн
- Спорткомплекс
- СОК (спортивно-образовательный комплекс)
- Студгородок